# Pierrette Brochay
Pierrette Brochay, également connue sous son nom d'épouse Pierrette Rossi, née le 7 février 1918 à Lyon et morte le 19 janvier 2022 à Paris, est une résistante et une enseignante française.

## Biographie

### Seconde Guerre mondiale

#### Résistance
Institutrice, elle est affectée en 1940 à Bourg (aujourd’hui Bourg-en-Bresse), d’abord comme surveillante à l’école normale, puis elle est détachée à l’inspection académique du département de l'Ain.
Sous le régime de Vichy, qui suit la défaite de juin 1940, en compagnie du secrétaire Jean Douletreau, elle détruit les listes d’instituteurs que Vichy veut envoyer au Service du travail obligatoire (STO) avant que l’inspecteur d’académie n’en prenne connaissance et prévient au contraire les instituteurs concernés.
Elle entre en contact avec le mouvement de Résistance Combat, dont elle devient agent de liaison sous le pseudonyme de Denyse, acheminant messages ou armes entre les membres du mouvement. Elle cache par exemple des messages dans des miches de pain destinés à des résistants incarcérés à la prison de Bourg, dont elle contribue ainsi à l’évasion, comme celle de Jean Perret et Léon Perret (Omer et Noël) et d’Henri Groboz (Legros) en novembre 1943.
Lorsque les mouvements de Résistance Libération, Combat et Franc-Tireur fusionnent dans les MUR (Mouvements unis de Résistance), elle rejoint, en mars 1943, son Directoire départemental en formation, dirigé par René Greusard (Dupleix). Elle devient responsable du Service social de l'Ain. Elle doit assister les résistants internés en leur faisant parvenir des colis, venir en aide à leurs familles mais aussi aider les résistants qui agissent dans la clandestinité.
Recherchée après l’évasion des frères Perret et d’Henri Groboz, elle doit quitter Bourg en janvier 1944 et rejoint la Direction régionale de Lyon dont le chef, Auguste Vistel (Alban) lui confie la responsabilité du Service social du Rhône, sous le nom de Rolande. Elle fait parvenir des colis et des informations aux prisonniers, grâce à des complicités, dont celle d’un officier de réserve de l'armée allemande interprète à Montluc.

#### Arrestation et déportation

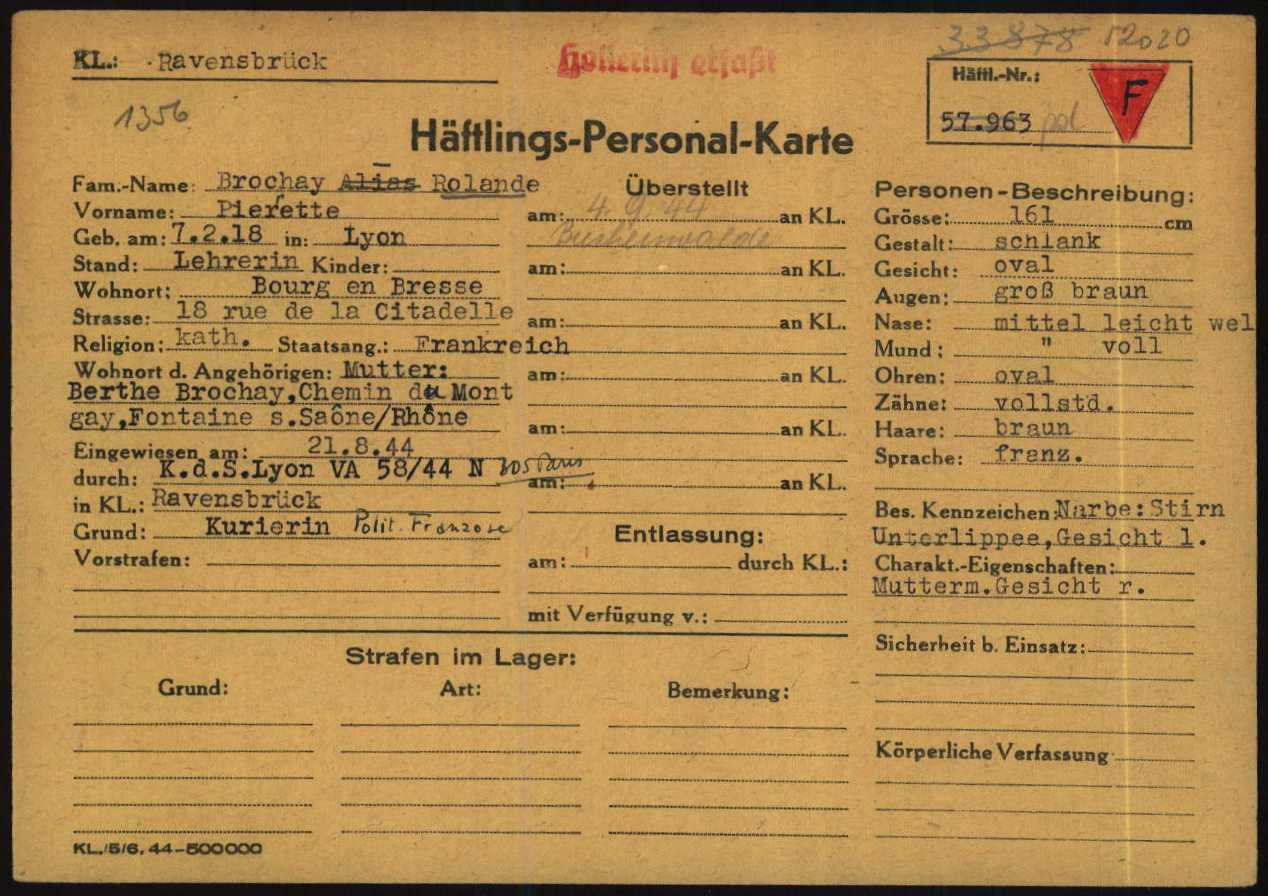
Carte d'enregistrement de Pierrette Brochay au camp de Ravensbrück. Au centre, on peut lire la date de son transfert vers Buchenwald (4.9.44).

Une trahison conduit à son arrestation le 11 juillet 1944. À la prison de Montluc à Lyon, elle est interrogée par Klaus Barbie. Elle est déportée au camp de concentration de Ravensbrück en Allemagne par le dernier convoi partant de Montluc. Puis elle est transférée dans divers camps lors de l’avance alliée. Elle parvient à s’échapper lors d’un nouveau transfert en avril 1945. Son retour en France l'amène à l'hôtel Lutetia à Paris en mai 1945.

### Après-guerre

#### Action politique
Après s’être installée à Paris, Pierrette Brochay milite dans la « troisième gauche », qui refuse tant les orientations de la SFIO de Guy Mollet que celles du PCF de Maurice Thorez, comme plusieurs de ses anciens compagnons de la Résistance.
Elle participe ainsi en 1954 à la fondation du Centre d’action des gauches indépendantes (CAGI) dont elle siège au comité directeur, puis milite dans les organisations issues de fusions successives : Nouvelle gauche en 1955, Union de la gauche socialiste en 1957 (UGS), Parti socialiste unifié en 1960 (PSU).

#### Vie professionnelle
Pierrette Brochay a toujours travaillé au service de l’éducation et des jeunes, notamment en difficulté. Après ses débuts comme institutrice puis à l’inspection académique de l’Ain avant et au début de la guerre, elle participe à la Libération à la création de l’association Revivre, qui prend en charge les enfants orphelins de parents morts en déportation. Pendant cinq ans, elle dirige les centres de vacances de cette association. Elle revient ensuite à l’enseignement, et se spécialise en psychologie de l’éducation en tant que chercheuse au laboratoire de René Zazzo à l'Institut national d'orientation professionnelle (INOP). A ce titre, elle écrit ou coécrit plusieurs articles sous son nom de Pierrette Rossi, dans la revue Enfance. A sa retraite, elle continue de suivre des enfants et notamment des enfants surdoués.

#### Activité civique
Adhérente de l'Association de défense des valeurs de la résistance (ADVR) créée en 2013, elle a contribué à faire connaître les valeurs de la Résistance en témoignant auprès des plus jeunes. Elle participe au Concours national de la résistance et de la déportation en rencontrant chaque année des élèves, et en corrigeant les épreuves dans le jury de l'académie de Paris. Elle a par ailleurs témoigné en 2009 de ses actions de résistance et de sa déportation dans le cadre de l'opération « Valeurs de la Résistance, valeurs des jeunes d'aujourd'hui » menée par l'Association pour des études sur la résistance intérieure. La Fondation de la résistance contribue à faire connaître ces témoignages.
L'Association de défense des valeurs de la résistance, fondée par Robert Chambeiron, secrétaire général adjoint du Conseil national de la résistance, s'est rassemblé autour de Pierrette Brochay veuve Rossi et de Jeannette Borzakian le 14 décembre 2018 pour leur rendre hommage à l’occasion de leur centenaire.

## Vie privée
Pierrette Brochay naît en 1918 dans le 4e arrondissement de Lyon sous les prénoms de Pierrette Jeanne (acte de naissance n° 61). Elle est la fille de Jean-Marie Brochay, lithographe à Brignais, et de Marie Hubertine Fillon, morte à 29 ans le 17 octobre 1918, alors que Pierrette n'avait que quelques mois.
La résistante Marcelle Appleton la décrit ainsi en janvier 1947 : « Grande, souple, jeune, le teint clair ; des boucles châtain (très courtes encore) encadrent un visage éclatant de jeunesse et de santé ».
Sous l’occupation, elle est fiancée à son collègue de l’inspection académique Jean Perret. Celui-ci, passé à la clandestinité après son évasion de l'hôpital de Bourg, est fusillé par les Allemands en juillet 1944. Elle n’apprendra cette nouvelle qu'à son retour en France après son évacuation du camp de Ravensbrück en 1945.
Elle épouse le cinéaste Raoul Rossi le 1er juillet 1954 dans le 5e arrondissement de Paris, le couple a trois enfants.

## Décorations
- Officière de la Légion d'honneur. Chevalière de la Légion d’honneur en février 1949, elle est promue officière en avril 2014[12].
- Médaille de la Résistance française avec rosette (décret du 3 août 1946)[13].